# Lucjusz Strabo
Lucjusz Sejusz Strabon (lub Lucjusz Eliusz Strabon) (ur. 46 p.n.e.  – zm. 16 n.e.) – prefekt pretorianów do 15 r. n.e., kiedy to został prefektem Egiptu (w kolejnych latach urząd ten był dość ściśle związany z prefekturą gwardii pretoriańskiej - prefekci pretorianów albo zostawali w dalszej kolejności prefektami Egiptu, albo obejmowali dowództwo gwardii pretoriańskiej po prefekturze w Egipcie), ojciec Lucjusza Eliusza Sejana, przez krótki czas urzędował razem z nim na stanowisku głównodowodzącego gwardią. Był adoptowany do rodu Aeliuszy.